# Gaspar Bertoni
Gaspar Bertoni (Verona, 9 de octubre de 1777-12 de junio de 1853) fue un sacerdote italiano, fundador de la Congregación de los Sagrados Estigmas de Nuestro Señor Jesucristo (Estigmatinos). Es venerado como santo en la Iglesia católica.

## Biografía
Gaspar Bertoni nació en Verona, República de Venecia, el 9 de octubre de 1777.
Fue hijo de Francisco Bertoni y Brunora Ravelli de Sirmione, recibió el bautismo de su tío Jacopo Bertoni, en la parroquia de San Pablo.
Gaspar tuvo acceso a una cualificada educación al ser único hijo (tras la muerte de su hermana), tanto en casa como en el colegio de San Sebastián, dirigido por los Jesuitas, donde tuvo gran influencia de sacerdote Louis Fortis, quién fue posteriormente el primer general jesuita tras la restauración de la compañía de Jesús.
Gaspar recibió la primera comunión a los 11 años, posteriormente descubrió su vocación sacerdotal y a los 18 años entró en el seminario. Estando en el primer año de teología Gaspar presenció la entrada de las fuerzas armadas francesas, en tiempos de guerra se dedicó a ayudar a los enfermos y damnificados.
El 4 de noviembre de 1816 se mudó con otros 2 religiosos a la casa de los estigmas de San Francisco, de la cual derivó parte del nombre de su congregación y en ella interiorizó sobre la meditación de los estigmas de Jesucristo, se abrió una escuela gratuita con otros servicios gratuitos a la comunidad.
Gaspar Bertoni cayó gravemente enfermo y murió el 12 de junio de 1853, en la enfermería de la casa general de los estigmatinos. Sus últimas palabras fueron: "Preciso sufrir".

## Culto
La fama de santidad de Gaspar Bertoni se extendió desde Verona hasta los lugares a donde llegaron sus discípulos. Los estigmatinos introdujeron la causa de beatificación de su fundador. Fue el papa Pablo VI quien el 1 de noviembre de 1975 le proclamó beato. Catorce años después, el 1 de noviembre de 1989, Juan Pablo II le canonizó. Su fiesta se celebra el 2 de junio y sus reliquias se veneran en la iglesia de los Estigmas de Verona.

## Frutos de su obra
La congregación que San Gaspar fundó fue creciendo por Verona y se expandió a otras ciudades de Italia, después a Estados Unidos, Brasil (donde cuenta con 6 obispos), Chile, Filipinas, etc. además tiene misiones en Sudáfrica, Costa de Marfil, Tanzania y Tailandia.